# Domenico Mazzocchi
Domenico Mazzocchi (né le 8 novembre 1592 à Civita Castellana, alors dans les États pontificaux, et mort le 21 janvier 1665 à Rome) est un compositeur italien de la période baroque postérieure à Monteverdi, auteur de motets, madrigaux, opéras et oratorios.

## Biographie
Domenico Mazzocchi était au service de puissants aristocrates comme le cardinal Ippolito Aldobrandini, petit neveu du pape Clément VIII, la famille Borghese, le cardinal Édouard Farnèse et le cardinal Maffeo Barberini, élu plus tard au trône pontifical sous le nom de Urbain VIII. Le patronage permit à Mazzocchi de vivre dans le luxe.
Sa contribution au développement d'un opéra italien indépendant fut importante. Mazzocchi a été le premier à utiliser le demi-ton enharmonique et les signes « crescendo », « diminuendo », « piano », « forte » ou « messa di voce », bientôt adoptée par tous les compositeurs de musique sacrée.
Son plus jeune frère, Virgilio Mazzocchi, a été son élève pendant un certain temps et connut une brillante carrière musicale auprès du Vatican.

## Sélection d'œuvres
- Sacrae Concertationes
- Nasceris, Alme Puer
- La Madalena ricorre alle lagrime
- Cura che di timor ti nutri
- In braccio a Cristo, a gli angeli, a Maria
- Lagrime amare
- Lamentum Matris Euryali
- Fin dal monte Sion
- Spoglie che fosti
- Voi, voi rubaste il core
- La catena d'Adone (1626)
- Dido Furens (1638)
- Nisus et Euryalus (1638)
- Da tutti gli horologi si cava moralità (1640)
- Dunque ove tu Signor (1640)
- Homai le luci erranti (1640)

## Sources de la traduction
- (it)/(de) Cet article est partiellement ou en totalité issu des articles intitulés en italien « Domenico Mazzocchi » (voir la liste des auteurs) et en allemand « Domenico Mazzocchi » (voir la liste des auteurs).